# Dove te ne vai
Dove te ne vai è un singolo della cantante italiana Margherita Vicario, pubblicato il 19 gennaio 2024 come quarto estratto dal secondo EP Showtime dall'etichetta Island Records.

## Video musicale
Il video musicale, diretto da Francesco Coppola, è stato pubblicato contestualmente all'uscita del singolo sul canale YouTube ufficiale della cantante.

## Tracce
Testi di Margherita Vicario, musiche di Davide Pavanello.
1. Magia – 3:23